# Marcos Palmeira
Marcos Palmeira de Paula (Rio de Janeiro, 1963) è un attore brasiliano.

## Biografia
Nipote degli attori Chico Anysio e Lupe Gigliotti, è anche cugino di primo grado di altri due attori, Nizo Neto e Cininha de Paula. Ha lavorato sia al cinema sia in televisione. È stato nel cast del film Um Trem para as Estrelas, che ha ricevuto la candidatura all'Oscar come miglior pellicola straniera. Ha preso parte a un gran numero di telenovelas, tra cui Senza scrupoli (1988), Pantanal (1990), Terra nostra 2 - La speranza (2002) e Babilônia (2015); è stato anche l'interprete principale della serie tv Mandrake, per la quale è stato candidato all'Emmy nel 2013.

## Vita privata
Ha sposato nel 2016 Gabriela Gastal, sua terza e attuale moglie. Ha una figlia, nata dal suo secondo matrimonio, con la regista televisiva Amora Mautner.